# Paris Volley
Il Paris Volley è una società pallavolistica maschile francese con sede a Parigi: milita nel campionato di Ligue A.

## Storia
Il Paris Volley nacque nel 1998. Trae origine dalla fusione della sezione di pallavolo del Club Universitario di Parigi (PUC, già nove volte Campione di Francia) con il Paris Saint-Germain Racing Volley, squadra di massima serie (era fresca vincitrice di Coppa di Francia) che già in precedenza, nel 1992, aveva formato un sodalizio con l'Asnières Volley. Malgrado il successo dell'iniziativa (l'Asnières si era laureato campione nel 1993), l'alleanza si era rotta nel 1996.
Il club, iscritto alla Ligue Nationale Pro A, nella sua storia ha vinto nove edizioni del campionato (la prima nel 2000, l'ultima nel 2016), quattro Coppe e tre Supercoppe di Francia. In Europa ha vinto una Coppa delle Coppe, una Supercoppa europea e una European Champions League, nel 2001 (sconfisse in finale la Sisley Treviso).
Nella stagione 2018-19, a seguito di una crisi finanziaria, la squadra riparte dalla Ligue B. Dopo la vittoria del campionato cadetto, ritorna in Ligue A nella stagione 2019-20.

## Rosa 2019-2020
| N° | Nome             | Ruolo | Data di nascita  | Nazionalità sportiva |
| -- | ---------------- | ----- | ---------------- | -------------------- |
| 2  | Théo Garnon      | L     | 6 luglio 2001    | Francia              |
| 3  | Tatsuya Fukuzawa | S     | 1º luglio 1986   | Giappone             |
| 5  | François Huetz   | S/L   | 5 giugno 2000    | Francia              |
| 6  | Ǵorǵi Ǵorǵiev    | P     | 22 maggio 1992   | Macedonia del Nord   |
| 7  | Robin Overbeeke  | O     | 21 marzo 1989    | Paesi Bassi          |
| 8  | Carlos Barreto   | S     | 8 agosto 1994    | Brasile              |
| 10 | Danny Poda       | S     | 8 luglio 1999    | Francia              |
| 11 | Franck Lafitte   | C     | 8 marzo 1989     | Francia              |
| 12 | Tiago Wesz       | S/L   | 12 febbraio 1989 | Brasile              |
| 13 | Emile Valier     | P     | 3 aprile 2002    | Francia              |
| 14 | Julien Lavagne   | L     | 24 ottobre 1985  | Francia              |
| 16 | Robin Neraudau   | P     | 18 marzo 1999    | Francia              |
| 17 | Alexandre Weyl   | C     | 2 marzo 1984     | Francia              |
| 18 | Ardo Kreek       | C/O   | 7 agosto 1986    | Estonia              |

## Palmarès
- Campionato francese: 9

1999-00, 2000-01, 2001-02, 2002-03, 2005-06, 2006-07, 2007-08, 2008-09, 2015-16
- Coppa di Francia: 4

1998-99, 1999-00, 2000-01, 2003-04
- Supercoppa francese: 3

2004, 2006, 2013
- Champions League: 1

2000-01
- Coppa delle Coppe: 1

1999-00
- Coppa CEV: 1

2013-14
- Supercoppa europea: 1

2000